# 双岩駅
双岩駅（ふたいわえき）は、愛媛県八幡浜市若山にある、四国旅客鉄道（JR四国）予讃線の駅である。駅番号はU19。

## 歴史
- 1945年（昭和20年）6月20日：運輸省によって開設[2]。
- 1970年（昭和45年）6月1日：貨物取扱廃止[2]。
- 1971年（昭和46年）11月8日：荷物扱い廃止[3]。無人駅化[4]。運転要員のみ継続として配置[5]。
- 1987年（昭和62年）4月1日：国鉄分割民営化により、四国旅客鉄道の駅となる[2]。

## 駅構造
相対式ホーム2面2線を有する地上駅である。2番のりば側の線路が一線スルーの通過線（制限速度80km/h）となっている。但し、停車列車は駅舎に面した1番のりば（上下副本線）を優先的に使用する。無人駅。

### のりば
| のりば | 路線    | 方向 | 行先                   | 備考                       |
| ------ | ------- | ---- | ---------------------- | -------------------------- |
| 1      | ■予讃線 | 下り | 卯之町・宇和島方面     |                            |
| 1      | ■予讃線 | 上り | 八幡浜・内子・松山方面 | 通常はこのホーム           |
| 2      | ■予讃線 | 上り | 八幡浜・内子・松山方面 | 停車列車同士の行違い時のみ |

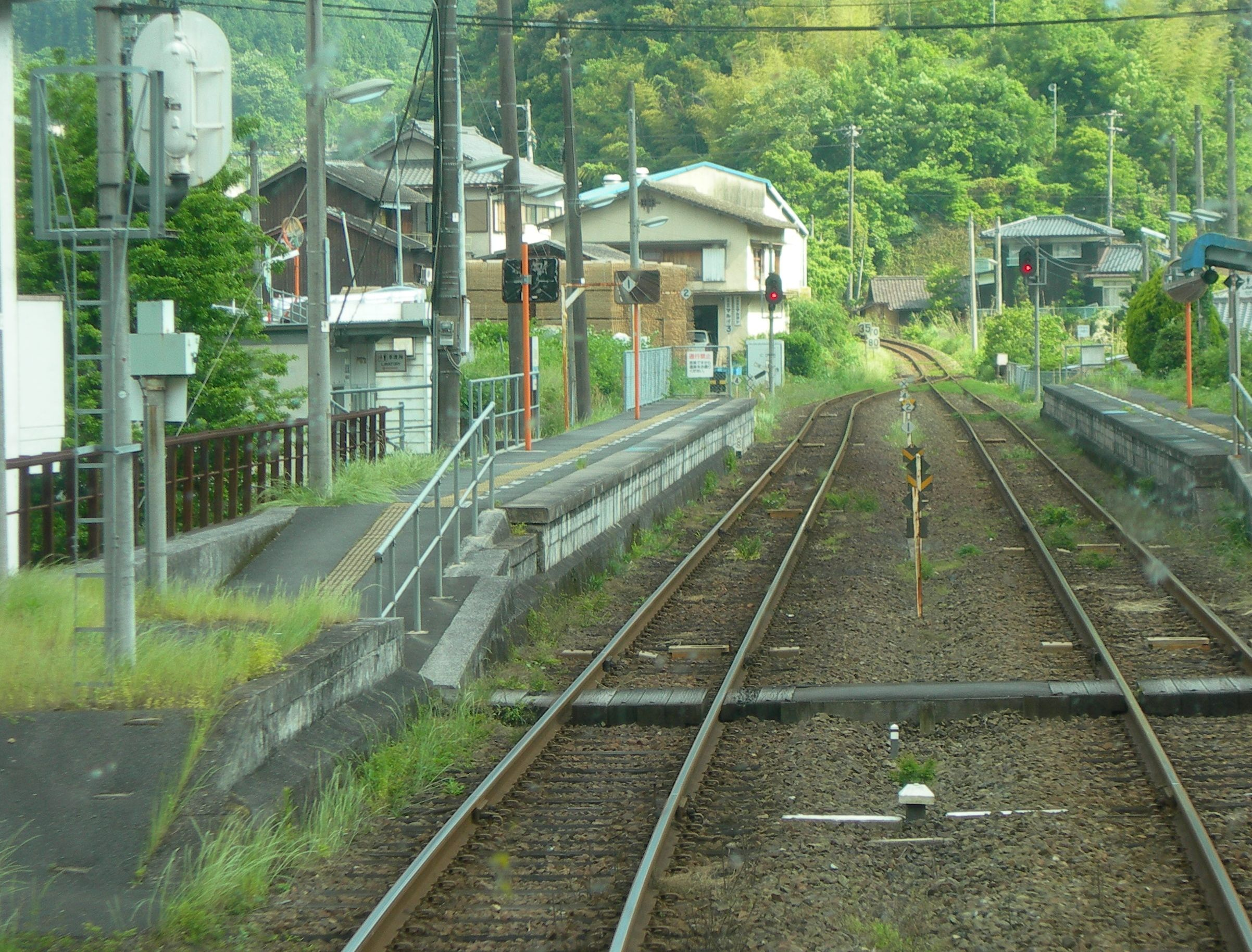
ホーム（2番のりば側の線路（右）が一線スルーとなっている）

## 利用状況
| 1日乗降人員推移 | 1日乗降人員推移 |
| 年度            | 1日平均人数     |
| --------------- | --------------- |
| 2011年          | 86              |
| 2012年          | 82              |
| 2013年          | 94              |
| 2014年          | 84              |
| 2015年          | 78              |

## 駅周辺

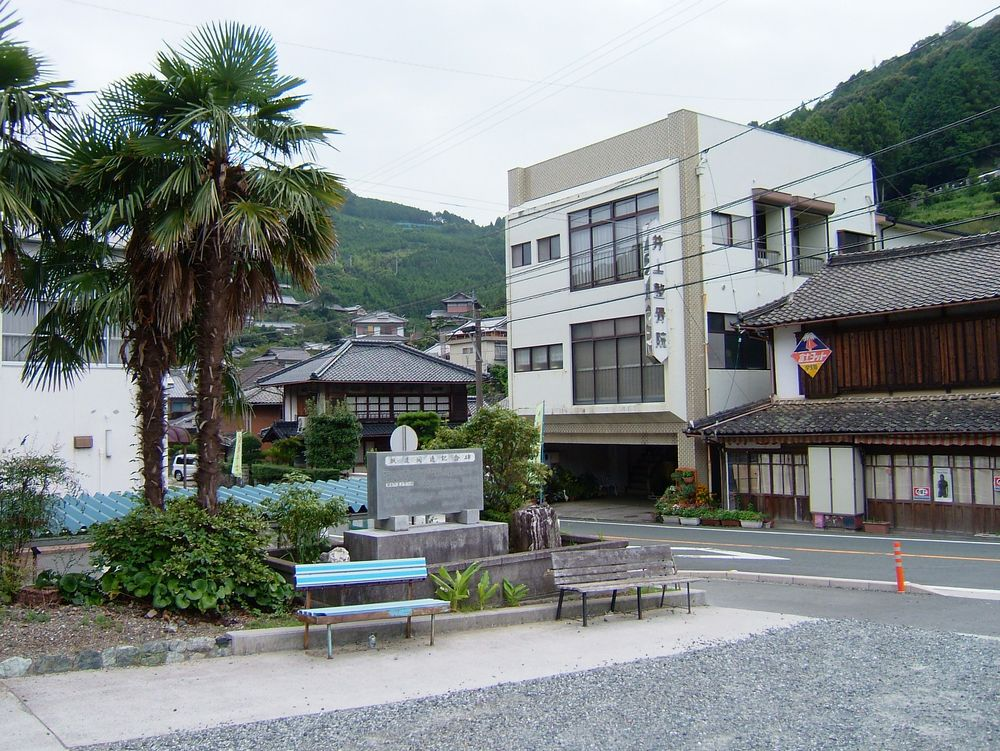
駅前にある鉄道開通記念碑

- 八幡浜市役所 双岩出張所
- 八幡浜双岩郵便局

## 隣の駅
四国旅客鉄道（JR四国）
■予讃線
八幡浜駅 (U18) - 双岩駅 (U19) - 伊予石城駅 (U20)